# اگر درختی در جنگلی بیفتد

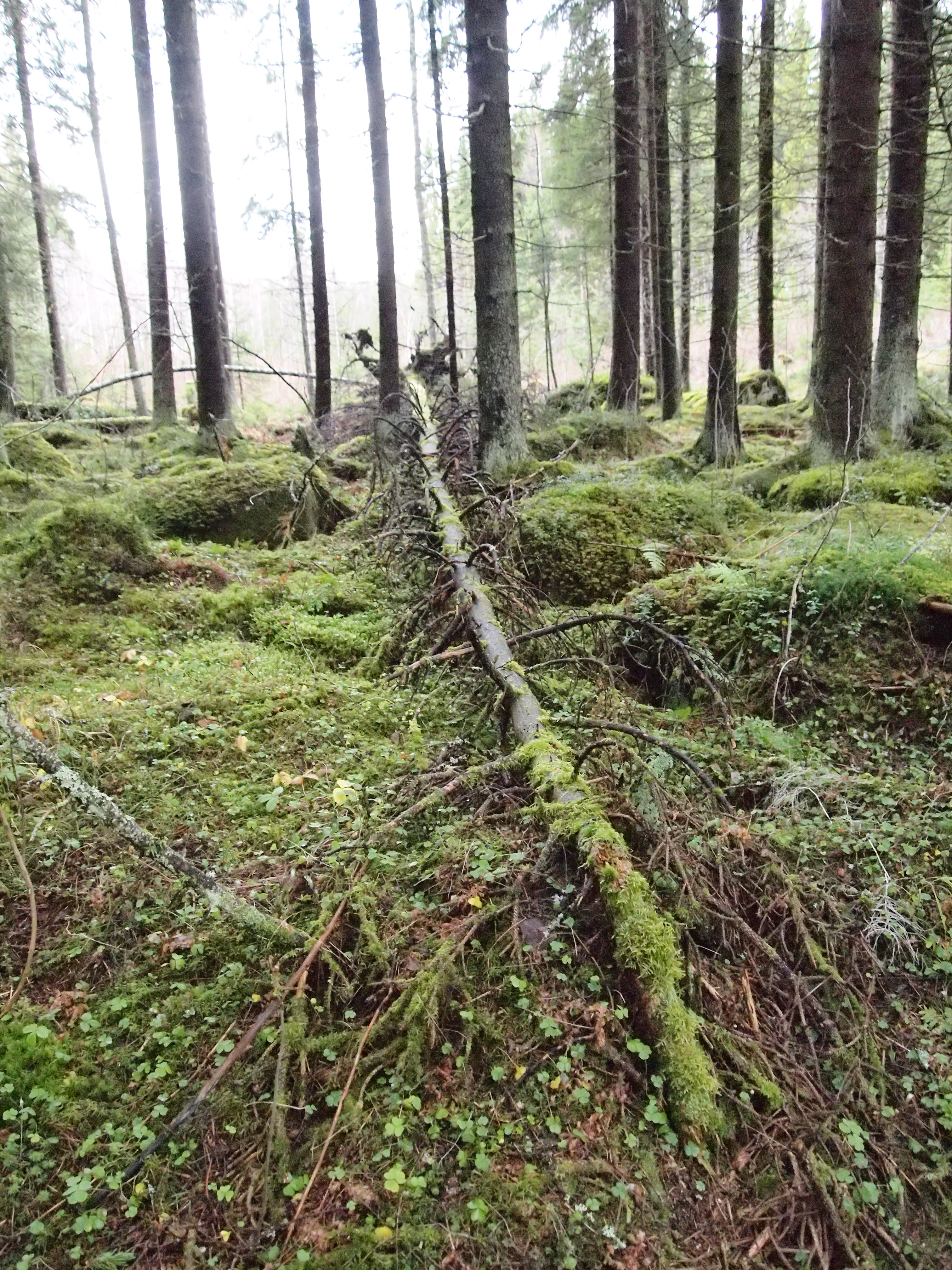
درختی افتاده در جنگل

"اگر درختی در جنگلی بیفتد و هیچ کس در اطرافش نباشد که صدایش را بشنود، آیا صدایی تولید می‌کند؟" یک آزمایش فکری فلسفی است که پرسش‌هایی را در مورد مشاهده و ادراک پیش می‌کشد. مسئلهٔ اصلی در این پرسش چیستی مفهوم صدا است.